# Marouane Bokri
Marouane Bokri (Tunisi, 28 dicembre 1974) è un ex calciatore tunisino.

## Carriera

### Club
Ha sempre giocato nel campionato tunisino.

### Nazionale
Ha giocato la sua unica partita in nazionale nel 1996, anno in cui è stato convocato per le Olimpiadi.

## Palmarès

### Club

#### Competizioni nazionali
- Campionato tunisino: 6

Espérance: 1997-1998, 1998-1999, 1999-2000, 2000-2001, 2001-2002, 2002-2003
- Coppa di Tunisia: 2

Espérance: 1996-1997, 1998-1999
- Coppa di Lega tunisina: 1

Étoile du Sahel: 2005
- Supercoppa di Tunisia: 1

Espérance: 2001

#### Competizioni internazionali
- CAF Champions League: 1

Espérance: 1994
- Coppa della Confederazione CAF: 1

Étoile du Sahel: 2006
- Coppa CAF: 1

Espérance: 1997
- Supercoppa CAF: 1

Espérance: 1995
- Coppa delle Coppe d'Africa: 2

Espérance: 1998
Étoile du Sahel: 2003
- Coppa dei Campioni afro-asiatica: 1

Espérance: 1995
- Supercoppa araba: 1

Espérance: 1996